# Gunslinger
Gunslinger är titeln på en lång episk dikt i sex delar av den amerikanske poeten Ed Dorn. Den publicerades åren 1968-1975 och betraktas som ett av poetens mästerverk. Verket finns ännu inte översatt till svenska.